# Volvo XC90
Il Volvo XC90 è un SUV prodotto dalla casa automobilistica svedese Volvo a partire dal 2002. Nell'ottobre del 2014 debutta al Salone dell'automobile di Parigi la seconda serie. È stato il primo veicolo Volvo in questo segmento di veicoli.

## Prima serie (2002-2014)

### Il contesto
Disponibile con carrozzeria a cinque porte in versione a cinque e sette posti con una vasta gamma di accessori, il Volvo XC90 viene commercializzato con la trazione integrale per i motori più potenti e con la trazione anteriore per la versione D3. Sono disponibili quattro allestimenti: Momentum, Summum, R-design ed Executive messi in ordine di importanza. È stato il primo esempio di SUV costruito sul telaio di una normale automobile, sfrutta infatti la piattaforma P2 che ha dato origine anche alle Volvo S80.
Realizzata dietro le forti richieste del mercato americano, è diventata ben presto la Volvo più venduta negli Stati Uniti.
Con il M.Y. 2007 (modello anno 2007) è stato introdotto un modello lievemente ristilizzato della vettura, a cui sono state abbinate nuove motorizzazioni, tra cui il 4.4 V8 da 315 cavalli e una coppia di 400 Nm  realizzato in collaborazione con la Yamaha, ed il D5 aggiornato alla potenza di 185 cavalli anch'esso con una coppia di 400 Nm. Con il M.Y. 2010 fa il suo debutto il propulsore D5244T18 aggiornato alle norme Euro 5 erogante una potenza di 200 CV. In origine tale propulsore (D5244T4) erogava 185 CV, mentre il valore di coppia motrice sale sino a 420 Nm.
Il modello, sempre prodotto negli stabilimenti Volvo di Torslanda in Svezia, viene nuovamente aggiornato alla fine del 2011.
Il 12 luglio 2014 esce di produzione dopo 636.143 esemplari costruiti. L'ultimo esemplare, il numero 636.143, rimarrà presso la Volvo e verrà trasportato presso il Volvo Museum.

### Motori
| Modello             | Tipo    | Potenza | 0–100 km/h | Vel. Max. km/h | Consumo medio  |
| 3.2 AWD Aut.        | benzina | 245 CV  | 9,5 s      | 210            | 11,6 l/100 km  |
| 2.5 T5 AWD Aut      | benzina | 209 CV  | 9,9 s      | 210            | 11,00 l/100 km |
| 4.4 V8 AWD          | benzina | 315 CV  | 7,3 s      | 210            | 13,3 l/100 km  |
| 2.4 D5 20V AWD      | diesel  | 185 CV  | 10,9 s     | 195            | 10,00 l/100 km |
| 2.4 D5 20V Aut.AWD  | diesel  | 185 CV  | 10,6 s     | 190            | 9,0 l/100 km   |
| 2.4 D5 AWD 20V Aut. | diesel  | 200 CV  | 10,3 s     | 205            | 8,3 l/100 km   |
| 2.4 D3 20V          | diesel  | 163 CV  | 11,8 s     | 190            | 8,2 l/100 km   |

## Seconda serie (2015-)

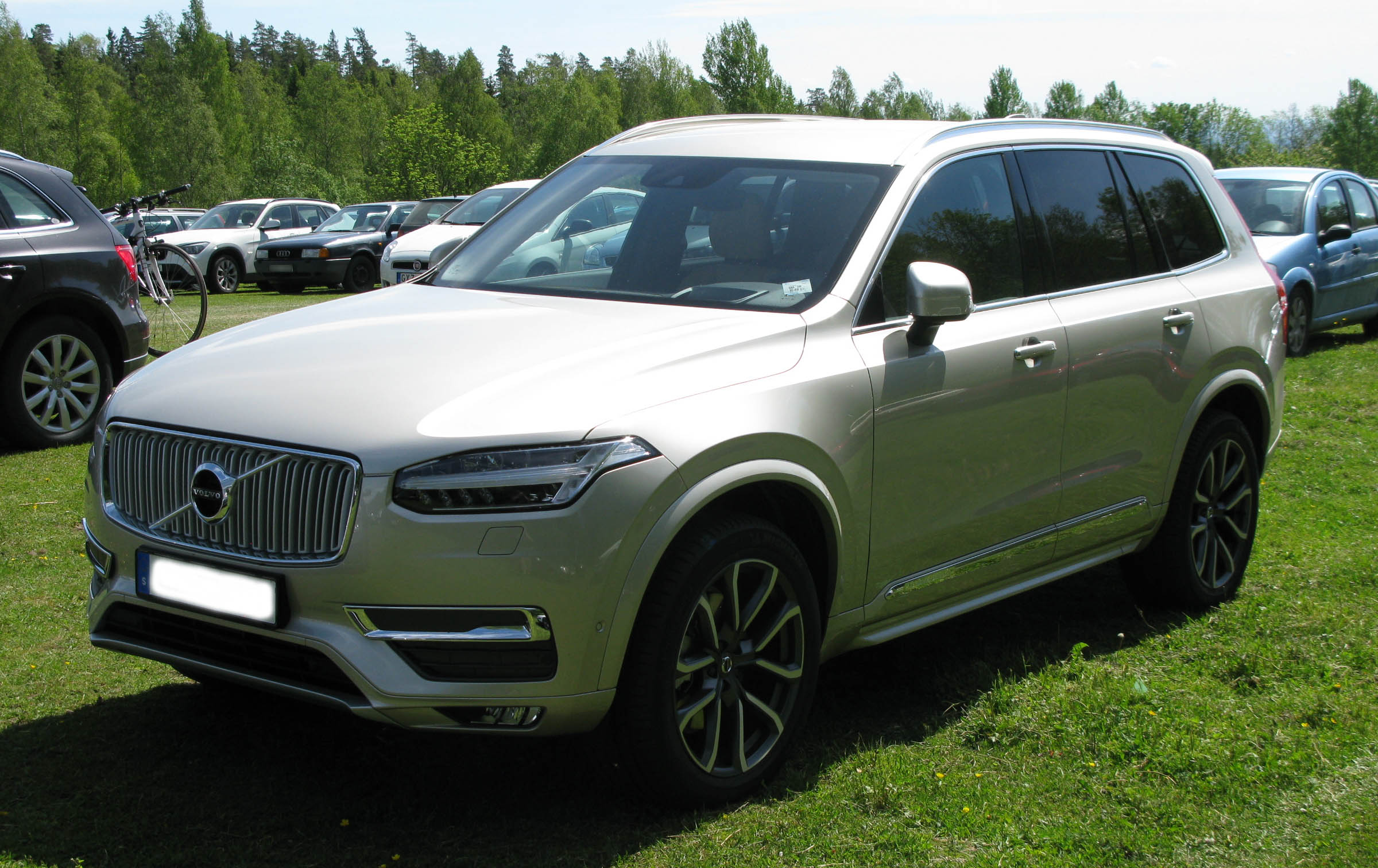
Volvo XC 90 seconda serie

### Profilo

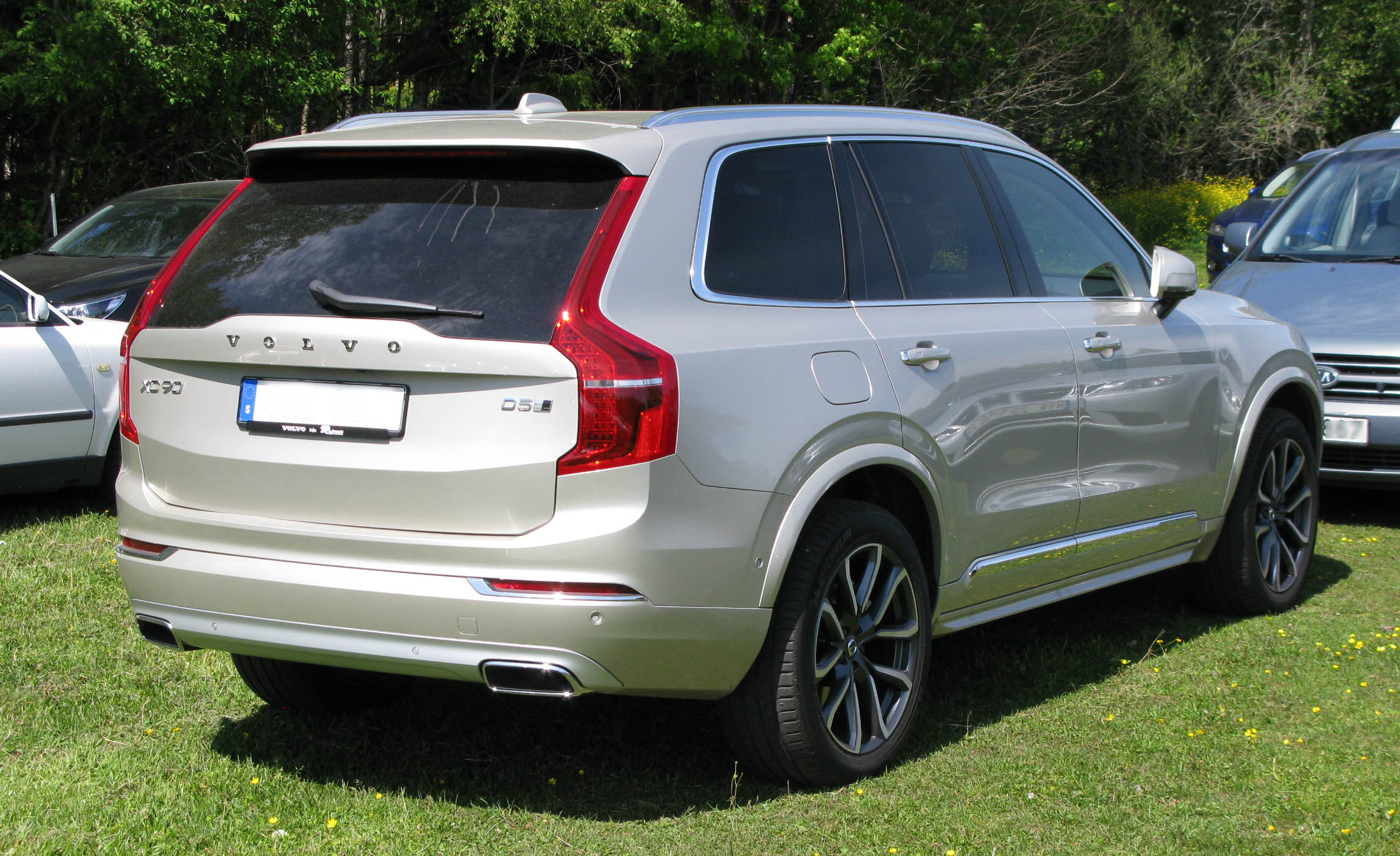
Posteriore Volvo XC90

La seconda serie ha debuttato nell'ottobre del 2014 al Salone dell'automobile di Parigi per essere commercializzata nella primavera dell'anno successivo. L'auto, basata sulla nuova piattaforma Volvo Scalable Product Architecture (SPA), è completamente nuova e introduce il nuovo corso stilistico e produttivo della Volvo, che offre la riduzione di peso, migliorando la sicurezza e l'efficienza della vettura. La XC90 è più lunga, più larga e più bassa rispetto al suo predecessore.

### Motori
Tutti i motori previsti per la XC90 sono dei 2.0 litri a quattro cilindri della nuova famiglia chiamata Driv-E. Comprende due motori a benzina: da 320 CV per la T6 che produce 400 Nm di coppia e un turbo da 254 CV per la T5 che produce 350 Nm di coppia; due motori diesel: un turbo da 235 CV per la D5 che produce 470 Nm di coppia e un turbo da 190 CV per la D4 che produce 400 Nm di coppia. Il modello più potente della XC90 ha due motori, cioè è un ibrido plug-in, che combina il più potente motore a benzina T6 da 318 CV, il quale muove l'asse anteriore e un motore elettrico da 82 CV posizionato nella parte posteriore che muove l'asse posteriore, che è in grado di produrre una potenza complessiva di 400 CV e 640 Nm di coppia.
| Modello                       | Tipo           | Cilindrata (cm³) | Potenza         |
| T5 Geartronic                 | benzina        | 1.969            | 254 CV          |
| T6 AWD Geartronic             | benzina        | 1.969            | 320 CV          |
| T8 Twin Engine AWD Geartronic | benzina ibrido | 1.969            | 400 CV (318+82) |
| D4 Geartronic                 | diesel         | 1.969            | 190 CV          |
| D5 AWD Geartronic             | diesel         | 1.969            | 235 CV          |

### Sicurezza automobilistica
Nel 2015 anche la seconda serie è stata sottoposta al crash test dell'Euro NCAP ottenendo il risultato di 5 stelle e ripetendo il risultato ottenuto anche dalla prima serie 12 anni prima.

### Guida autonoma
Nel Giugno 2019 Volvo e Uber hanno presentato una XC90 di produzione con guida autonoma sviluppata congiuntamente. La vettura è stata progettata in modo tale da garantire che, in caso di guasto di uno dei sistemi primari per qualsiasi motivo, i sistemi di backup per l’impianto sterzante e frenante, oltre a un’alimentazione di riserva per la batteria, si attivino immediatamente per arrestare la marcia del veicolo. Questa XC90 è inoltre dotata di una serie di sensori che consentono al sistema a guida autonoma di Uber di operare e compiere manovre in sicurezza nei contesti urbani.